# غابرييل سيخاس
غابرييل سيخاس (بالإسبانية: Gabriel Seijas)‏ هو لاعب كرة قدم أرجنتيني في مركز الوسط، ولد في 24 مارس 1994 في Ranelagh, Buenos Aires ‏ في الأرجنتين. لعب مع إستوديانتيس دي لا بلاتا.

## وصلات خارجية
- غابرييل سيخاس على موقع قاعدة بيانات كرة القدم.إي يو (الإنجليزية)
- غابرييل سيخاس على موقع Soccerway.com (الإنجليزية)
- غابرييل سيخاس على موقع AS.com (الإسبانية)